# Rejon tiulaczinski
Rejon tiulaczinski (ros. Тюлячинский райо́н, tatar. Теләче районы) – rejon w należącej do Rosji autonomicznej republice Tatarstanu.
Rejon leży w północnej części kraju, jego ośrodkiem administracyjnym jest wieś Tiulaczi. Według danych na rok 2020 rejon zamieszkiwało 13 778 osób, a gęstość zaludnienia wyniosła 11,88 os./km2. Ponad 89,1% populacji stanowią Tatarzy, 9,8% Rosjanie oraz 1,1% pozostałe narodowości.

## Geografia
Rejon tiulaczinski graniczy na północy z rejonem sabińskim, na wschodzie z mamadyszskim oraz rybno-słobodskim, na południowym-zachodzie z piestrieczyńskim, a na północnym-zachodzie z rejonem arskim.
Powierzchnia rejonu wynosi 1160 km2.

## Galeria

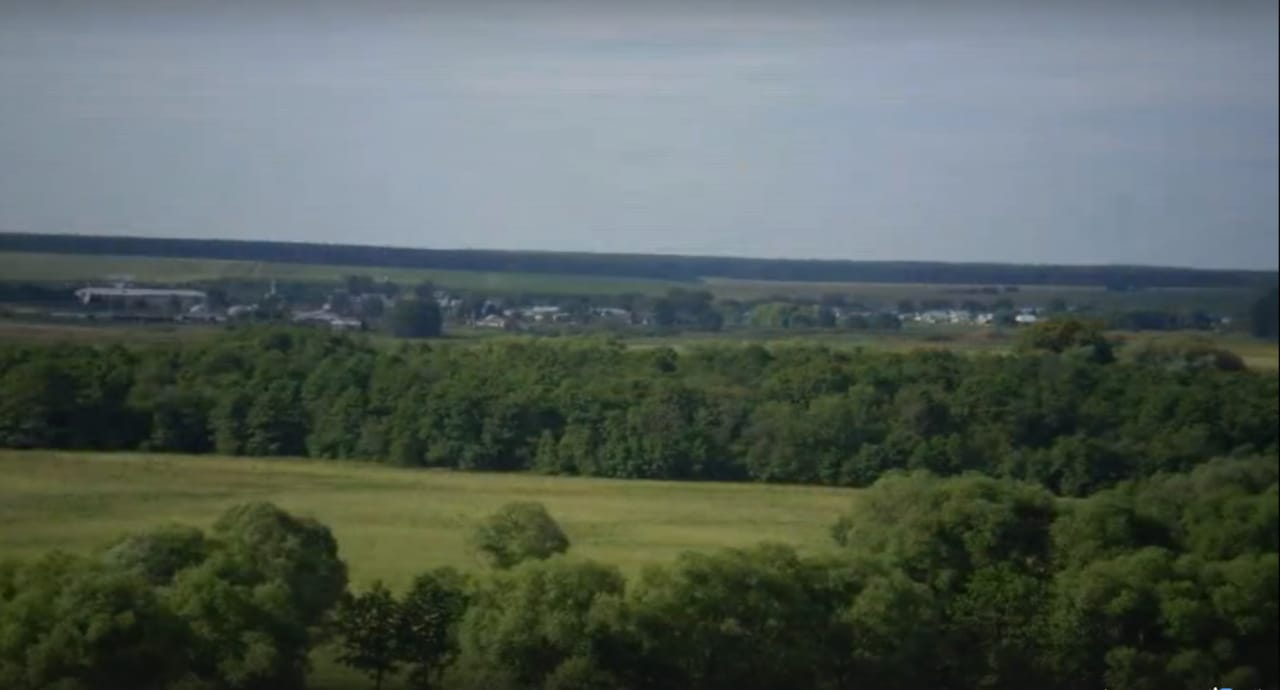
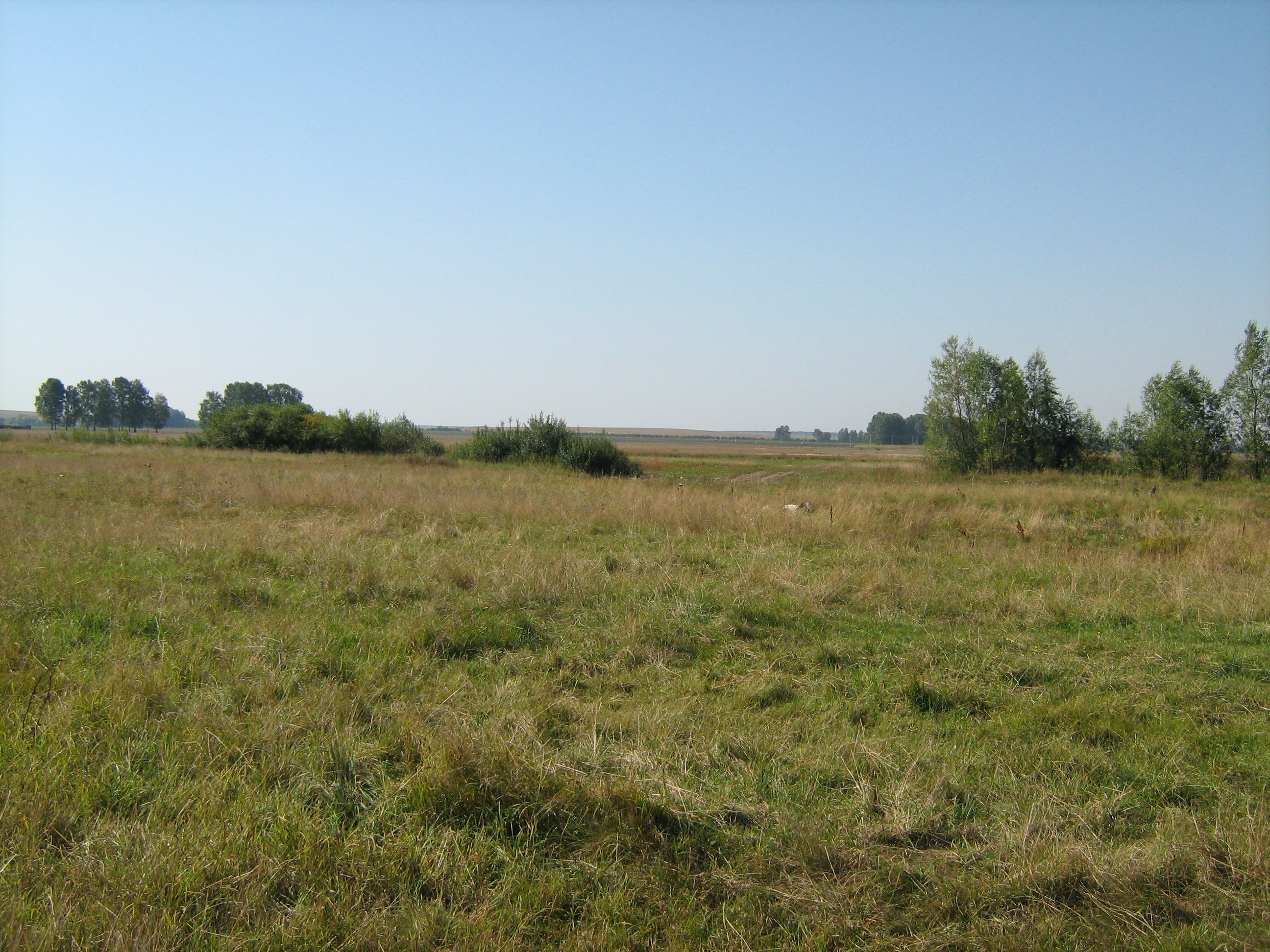
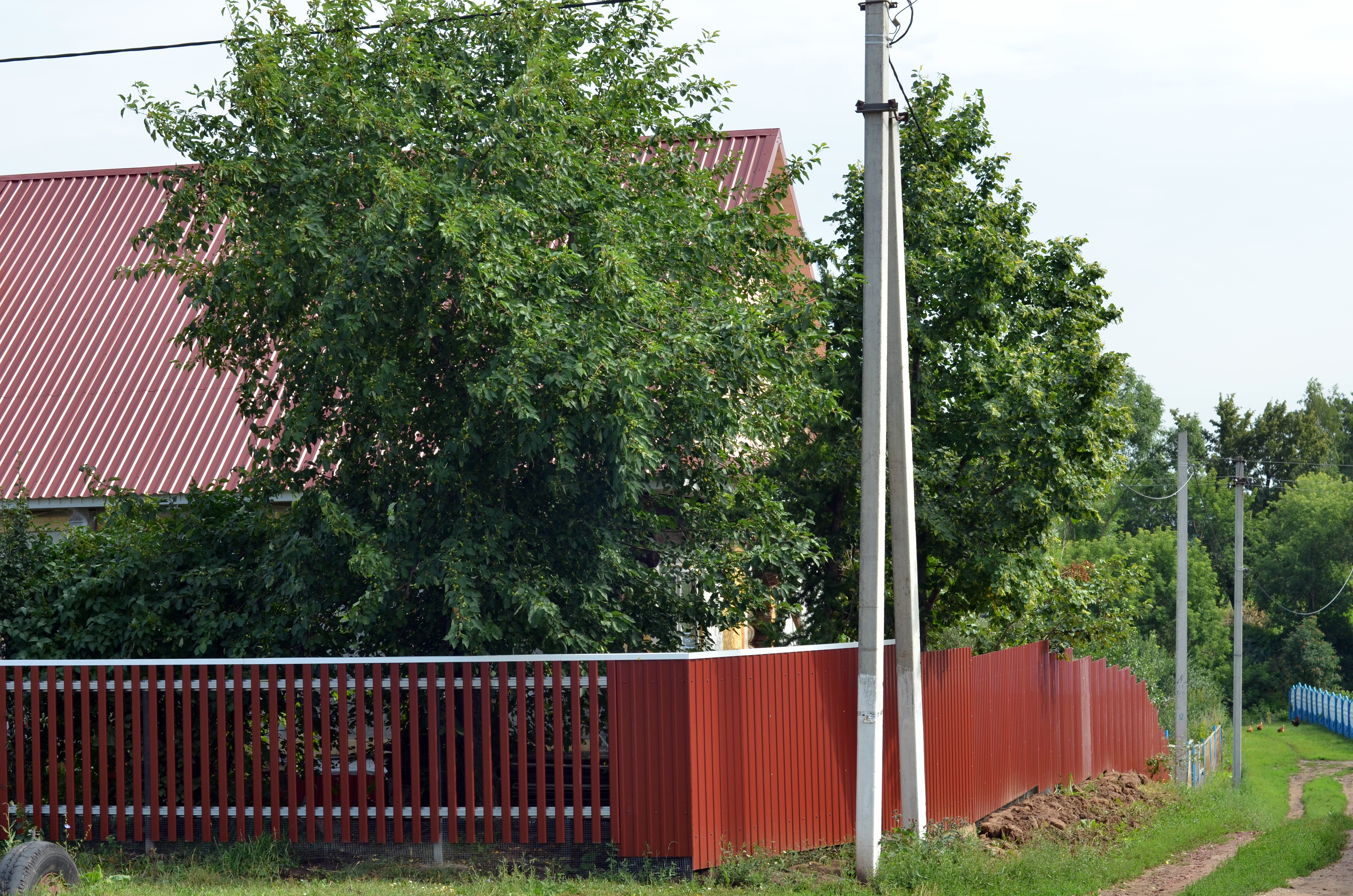
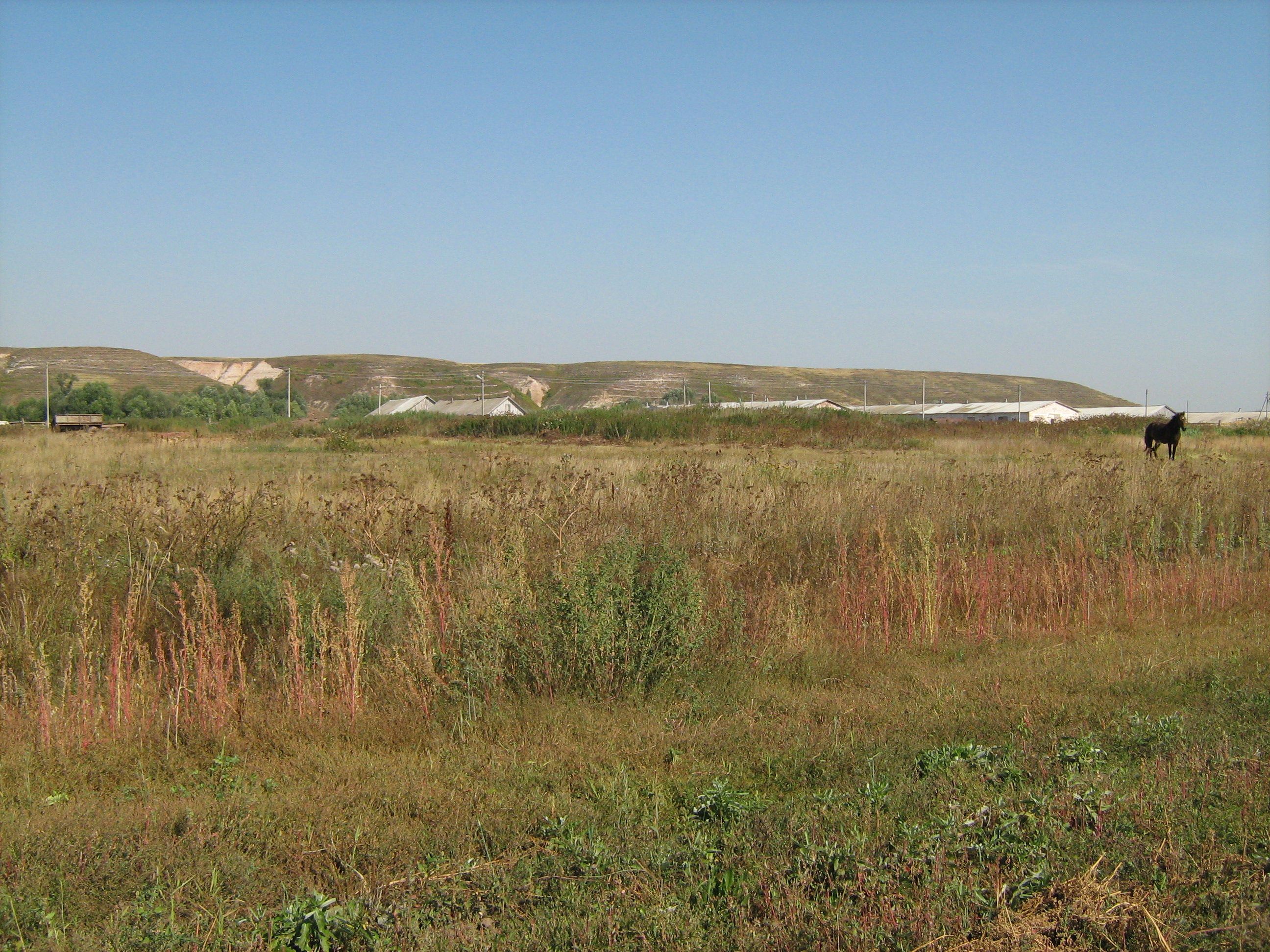